# باشگاه فوتبال ردبول زالتسبورگ
باشگاه فوتبال ردبول زالتسبورگ (به انگلیسی: FC Red Bull Salzburg) یا ردبول سالزبورگ، یک باشگاه حرفه‌ای فوتبال در بوندس‌لیگا اتریش است.
این باشگاه در شهر والز-زیتسنهایم در ایالت زالتسبورگ در کشور اتریش قرار دارد. این باشگاه در سال ۱۹۳۳ تأسیس شده است. مالک باشگاه شرکت رد بول است که در سال ۲۰۰۵ با خرید باشگاه، نام آن را از آستریا زالتسبورگ به ردبول زالتسبورگ و رنگ پیراهن تیم را از بنفش و سفید به قرمز و سفید تغییر داد. این تغییر باعث شد تا برخی از هواداران این تیم یک باشگاه جدید یعنی آستریا زالتسبورگ تشکیل دهند. قبل ازخریداین باشگاه توسط شرکت ردبول این تیم فقط سه بارقهرمان اتریش شده بوداماازسال ۲۰۰۵تابه امروزاین تیم ۱۳بارقهرمان لیگ اتریش شدکه۹ بارآخرآن پیاپی بوده وهمچنین دراین مدت (ازسال۲۰۰۵)۹بارقهرمان جام حذفی شده که هر۹ بارلیگ وحذفی را با هم کسب کرده است.
این باشگاه اولین عنوان قهرمانی خود در بوندس لیگا اتریش را در سال ۱۹۹۴ کسب کرد.

## افتخارات
- لیگ اتریش: (۱۶) قهرمانی
- جام حذفی اتریش: (۹) قهرمانی
- سوپرجام اتریش: (۳) قهرمانی (این مسابقات ازسال۱۹۸۶تا۲۰۰۴برگزارمی شده)
- جام یوفا: (۱) نایب قهرمانی باشکست مقابل اینترمیلان[۲]

## نگارخانه

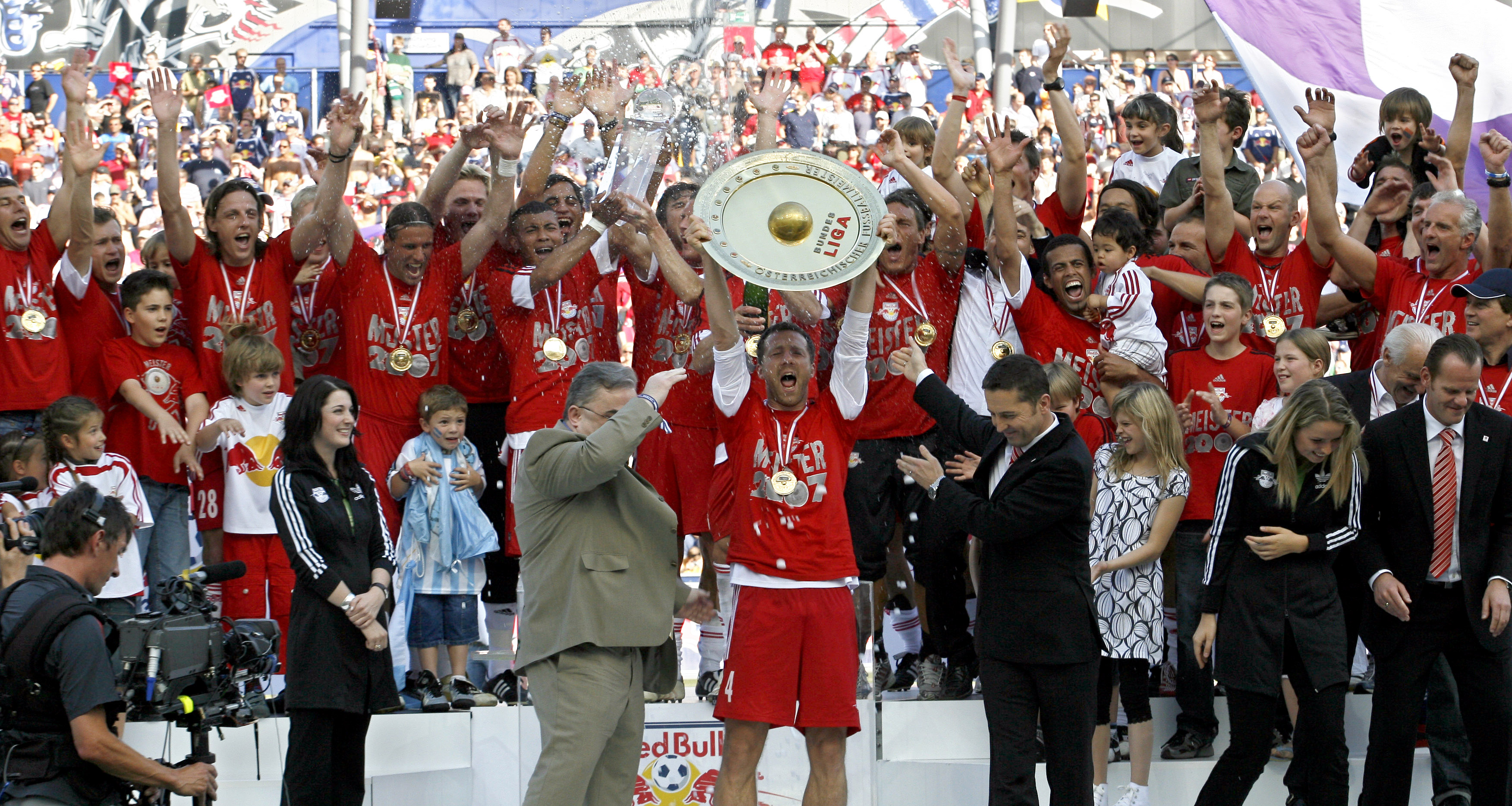
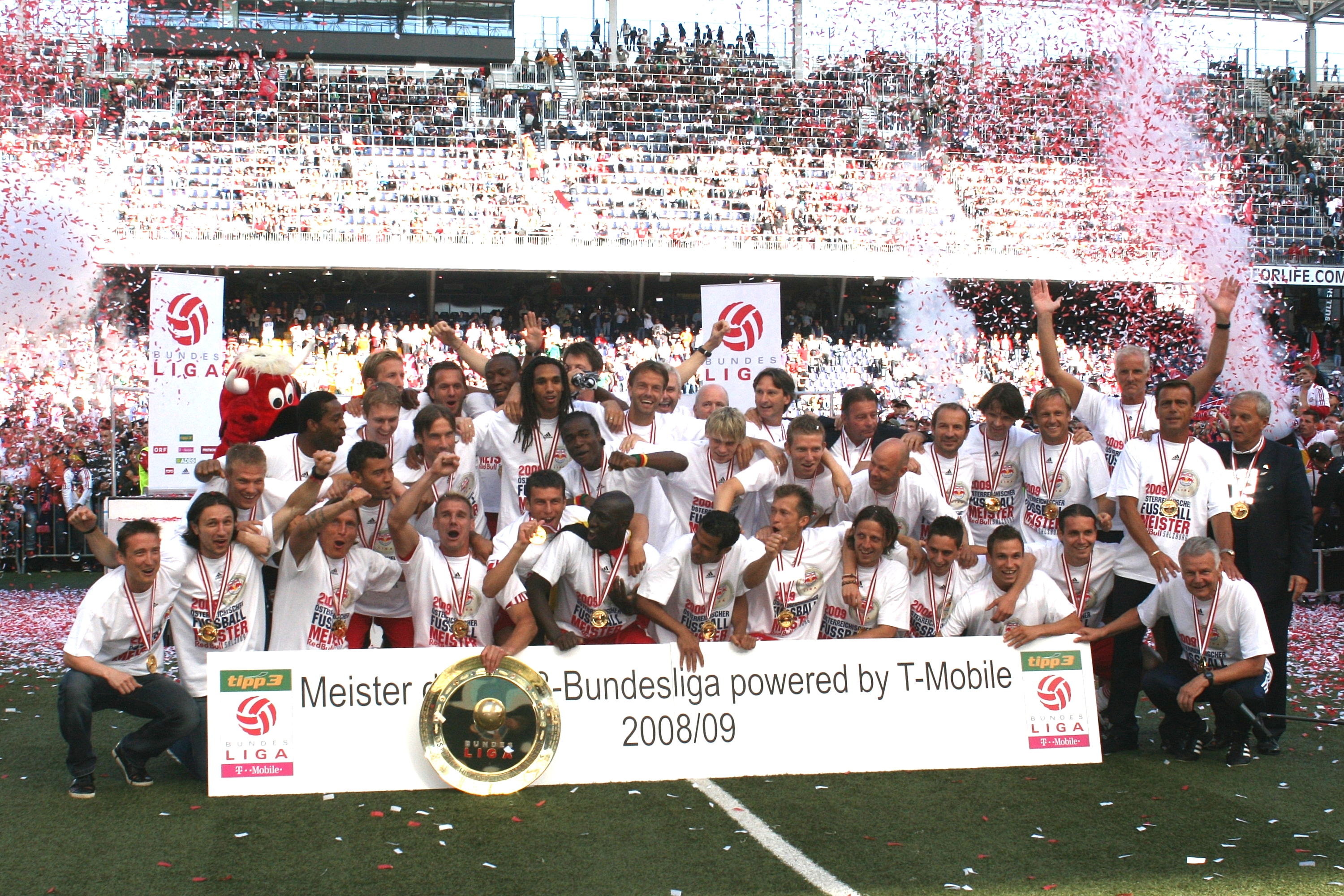
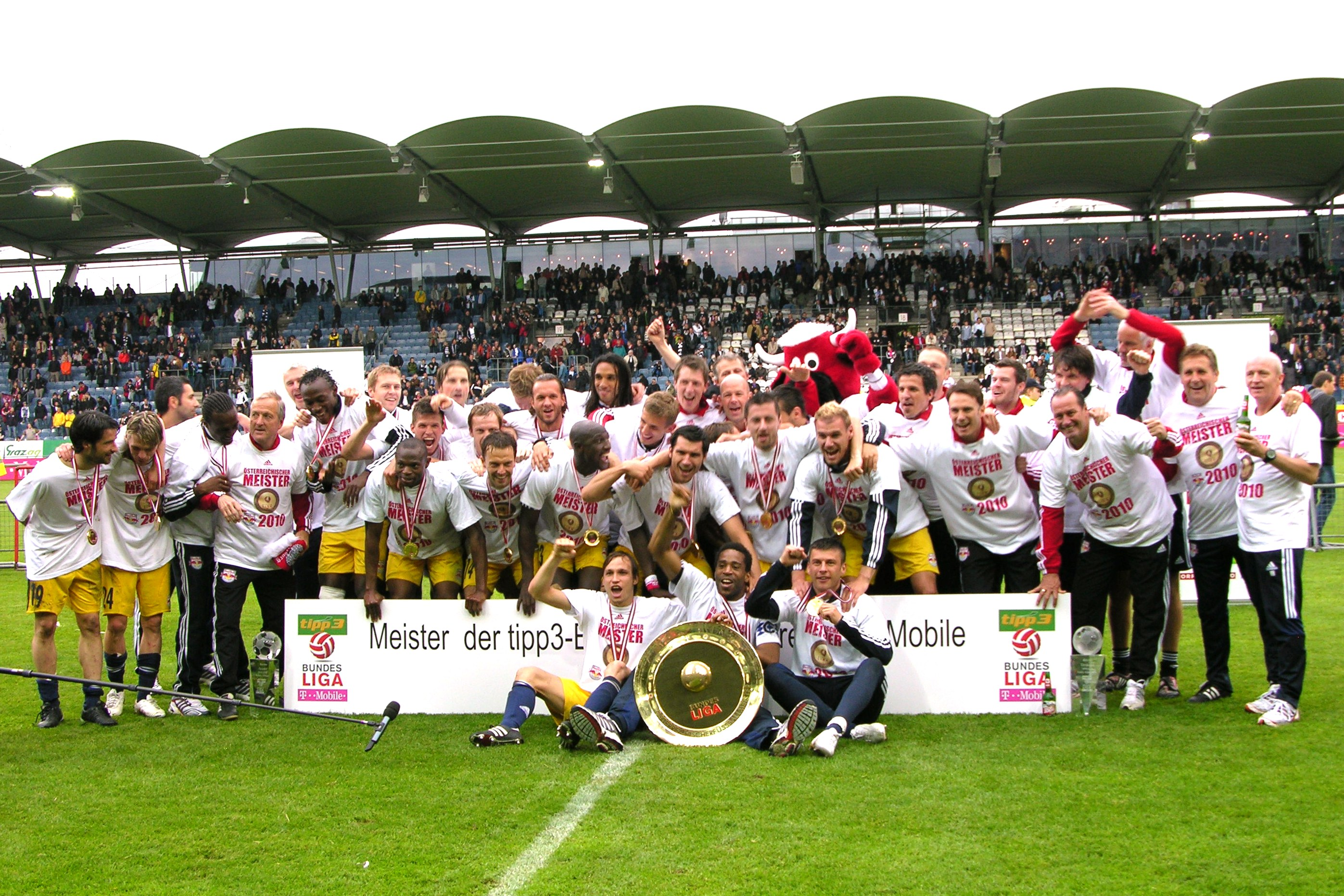
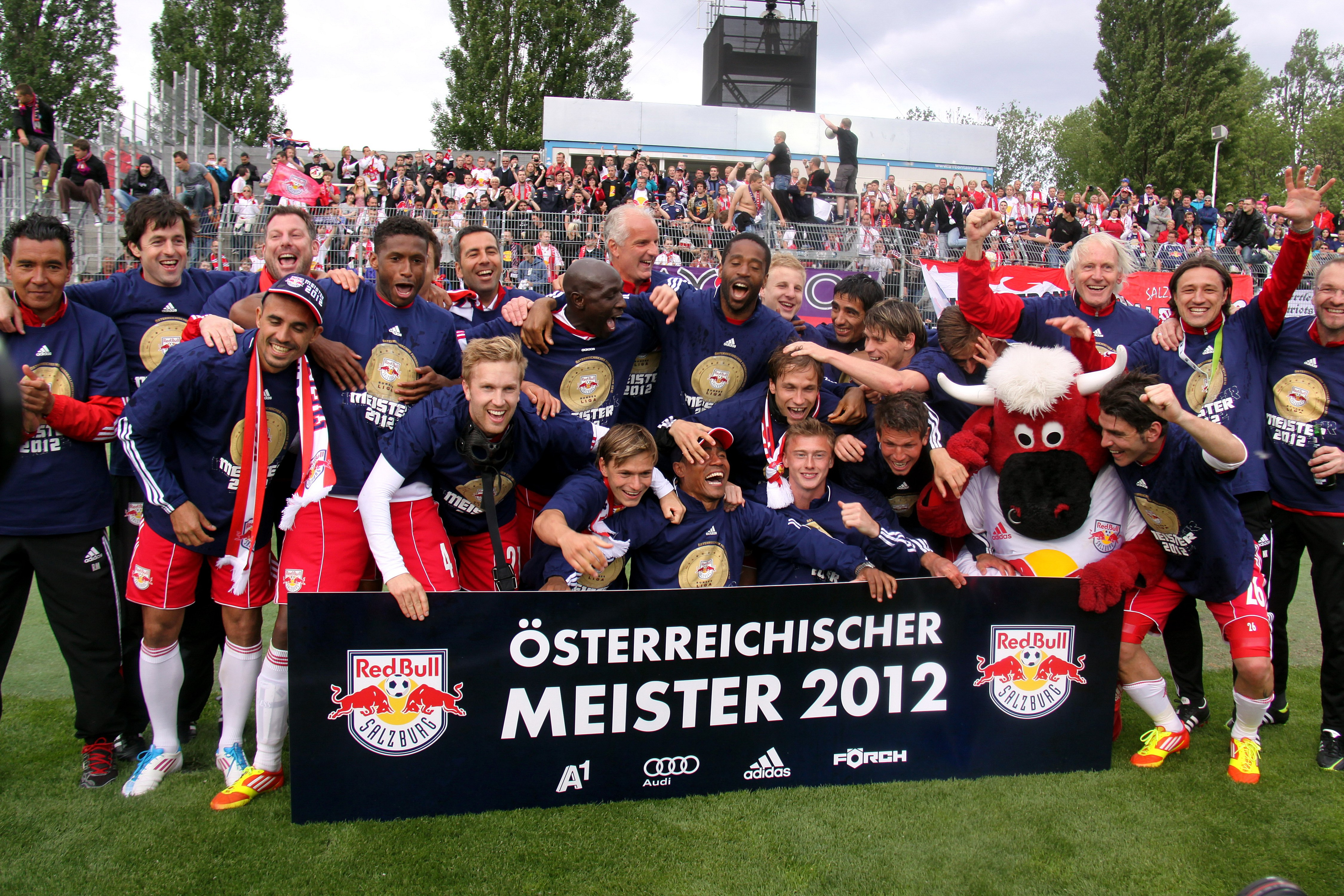